# John Rennicke
John William Rennicke (Aurora, Illinois, 11 de agosto de 1929-Perham, Minnesota, 9 de diciembre de 2007) fue un jugador de baloncesto estadounidense que disputó una temporada en la NBA, además de jugar en la ABL. Con 1,88 metros de estatura, jugaba en la posición de base.

## Trayectoria deportiva

### Universidad
Jugó durante su etapa universitaria con los Bulldogs de la Universidad de Drake, siendo elegido en 1950 en el mejor quinteto de la Missouri Valley Conference, tras liderar la misma en anotación, con 18,0 puntos por partido.

### Profesional
Fue elegido en la quincuagésimo primera posición del Draft de la NBA de 1951 por Tri-Cities Blackhawks, con los que jugó, ya con el equipo reconvertido en los Milwaukee Hawks, seis partidos, en los que promedió 1,8 puntos y 1,3 rebotes. Acabó la temporada jugando con los Elmira Colonels de la ABL, con los que promedió 7,1 puntos por partido.

## Estadísticas de su carrera en la NBA

### Temporada regular
| Temporada | Edad | Equipo          | Liga | Pos. | P | TIT | MIN | TC  | TCA | %TC  | 3P | 3PA | %3P | TL  | TLA | %TL  | R.OF. | R.DEF. | REB | ASIS | ROB | TAP | PER | FP  | PTS |
| 1951-52   | 22   | Milwaukee Hawks | NBA  |      | 6 |     | 9.0 | 0.7 | 3.0 | .222 |    |     |     | 0.5 | 1.5 | .333 |       |        | 1.5 | 0.2  |     |     |     | 1.2 | 1.8 |
| Total     |      |                 | NBA  |      | 6 |     | 9.0 | 0.7 | 3.0 | .222 |    |     |     | 0.5 | 1.5 | .333 |       |        | 1.5 | 0.2  |     |     |     | 1.2 | 1.8 |